# Langues atlantiques

Répartition des langues atlantiques

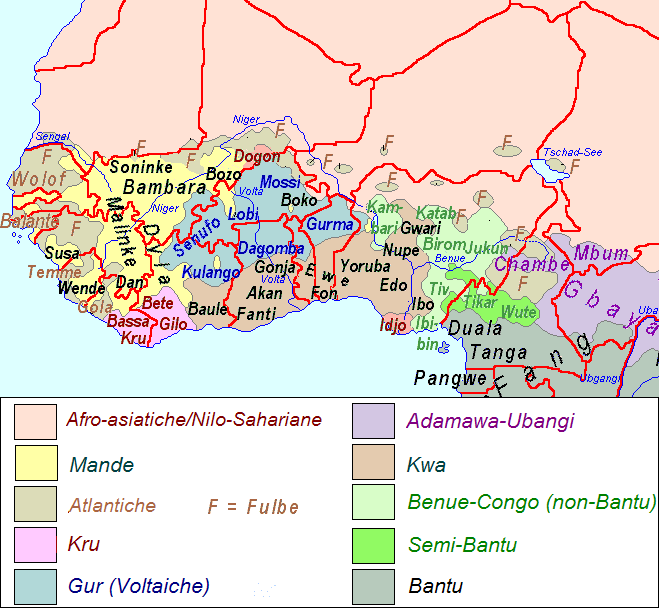
Carte linguistique de l'Afrique de l'Ouest

Les langues atlantiques sont une branche de la famille de langues nigéro-congolaises. Elles sont parlées par environ 80 millions de locuteurs au Burkina Faso, au Cameroun, en Gambie, en Guinée, en Guinée-Bissau, au Liberia, au Mali, en Mauritanie, au Niger, au Nigeria, au Sénégal, en Sierra Leone et au Tchad. Les langues atlantiques sont ainsi parlées le long de la côte atlantique du Sénégal au Liberia, bien que les locuteurs peuls transhumants se soient répandus vers l'orient et se trouvent en grand nombre dans tout le Sahel, du Sénégal au Nigeria, au Cameroun et au Soudan. Le wolof du Sénégal et plusieurs langues peules sont les langues atlantiques les plus parlées, avec plusieurs millions de locuteurs chacune. D'autres membres importants incluent le sérère et le groupe de dialectes diola du Sénégal. Le temné, une langue majeure de la Sierra Leone, a été inclus dans le sous-groupe atlantique dans les classifications antérieures, mais dans les propositions récentes, il n'est plus regroupé dans la famille atlantique,.
La plupart des langues atlantiques présentent une mutation de consonnes et ont des systèmes de classes de noms similaires à ceux des langues bantoues, lointainement apparentées. Certaines langues sont tonales, tandis que d'autres comme le wolof[Information douteuse] ont des systèmes d'accent tonal. L'ordre des mots de base tend à être SVO.

## Classifications

### Classification traditionnelle
La famille des langues atlantiques a été identifiée pour la première fois par Sigismund Koelle en 1854. Au début du XXe siècle, Carl Meinhof a affirmé que le peul était une langue hamitique, mais les travaux d'August von Klingenhaben et de Joseph Greenberg ont établi de manière concluante la relation étroite entre le peul et le wolof et le sérère. W. A. A. Wilson note que la validité de la famille dans son ensemble repose sur des preuves beaucoup plus faibles, bien qu'il soit clair que les langues font partie de la famille nigéro-congolaise, sur la base de preuves telles qu'un système de classes de noms partagé. Cependant, les travaux comparatifs sur les langues nigéro-congolaises n'en sont qu'à leurs balbutiements. Les classifications du Niger-Congo, généralement basées sur la lexicostatistique, proposent généralement que les différentes langues atlantiques sont plutôt divergentes, mais moins que le mandé et d'autres langues dépourvues de classes nominales.
David Sapir (1971) a proposé une classification de l'Atlantique en trois branches, un groupe nord, un groupe sud et la langue bijago divergente des îles Bijagos au large de la Guinée-Bissau :
- Langues atlantiques du Nord :
  - langues sénégambiennes  : principalement les langues fula (peul), sérère et wolof ;
  - langues cangin ;
  - langues bak (n'incluant pas le bijago) ;
  - langues de l'est du Sénégal et de la Guinée-Bissau :
    - langues tenda ;
    - biafada, badiaranké ;
    - cobiana, kasanga, baïnouk ;
    - nalu ; mbulungish ; baga pukur.
- bijago
- langues atlantiques du Sud :
  - sua
  - langues mel (incluant le gola)
  - limba

La classification de Sapir est largement citée dans les manuels de linguistique africaine (par exemple Bender 1989, Williamson & Blench 2000), et est également utilisée dans l'Ethnologue (22e éd., 2019).

### Propositions récentes de classifications
L'unité des langues atlantiques telles qu'elles sont traditionnellement définies a longtemps été remise en question, par exemple par Dalby (1965), qui a plaidé pour les langues Mel en tant que branche principale de la famille nigéro-congolaise. Dans l'état actuel des recherches, le concept large d'Atlantique (c'est-à-dire incluant les langues du Sud) au sein de la famille nigéro-congolaise n'est plus retenu.
Segerer (2010, 2016) et Pozdniakov & Segerer (2017) proposent une version réduite des langues atlantiques en excluant toutes les langues de la branche sud, qu'ils traitent comme quatre branches principales (à savoir le sua, le limba, le gola, et les langues mel) au sein de la famille nigéro-congolaise. Les langues bak sont séparées des langues atlantiques du nord en tant que sous-branche coordonnée au sein de l'Atlantique (au sens étroit). Le bijago est attribué aux langues bak.
Güldemann (2018) va encore plus loin et traite également le nalu, le mbulungi et le baga pukur (ces deux dernières formant le sous-groupe des langues du Rio Nunez) comme des branches de premier ordre non classées de la famille des langues nigéro-congolaises.

#### La classification de Vossen & Dimmendaal (2020)
Classification révisée des langues atlantiques (Vossen & Dimmendaal 2020 : 166) mentionnée par Pozdniakov & Segerer (2022) :
Langues atlantiques
- Nord
  - Wolof : Wolof, Lebu
  - Nyun-Buy
    - Nyun (Gunyaamolo, Gujaher, Gubëeher, etc.)
    - Buy (Kasanga, Cobiana)

  - Tenda-Jaad
    - Tenda : Basari, Tanda, Bedik, Bapen; Konyagi
    - Jaad : Biafada; Badiaranke

  - Fula-Sereer
    - Fula (Pular, Pulaar, Fulfulde, etc.)
    - Sereer

  - Cangin
    - Palor, Ndut
    - Noon, Laala, Saafi

  - Nalu
    - Nalu
    - Mbulungi
    - Baga pukur
- Bak
  - Balant : Ganja, Kentohe, Fraase
  - Joola-Manjaku
    - Joola: Fogny, Banjal, Kasa, Kwaatay, Karon, Ejamat, Keeraak, etc.; Bayot ?
    - Manjaku
    - Bok, Cur, Bassarel
    - Pepel
    - Mankanya

  - Bijogo : Kamona, Kagbaaga, Kajoko

#### La classification de Merrill (2021)
Merrill (2021) propose que l'Atlantique (ou l'Atlantique Nord) ne soit pas un sous-groupe valide du Niger-Congo, mais considère plutôt chacune des « branches » atlantiques établies comme étant toutes des branches principales du Niger-Congo. De plus, Merrill suggère qu'en raison de la divergence des langues atlantiques, la patrie du Niger-Congo pourrait se situer au nord-ouest de l'Afrique subsaharienne.
Aire géographique de l'Atlantique Nord
- Branche fula-sérère
  - Fula
  - Sérère
- Cangin
- Wolof
- Branche baïnouk-cobiana-kasanga
  - Cobiana
  - Gujaher (Baïnouk)
  - Gubëeher
  - Guñaamolo
- Branche Biafada-Badiaranké
  - Badiaranké
  - Biafada
- Branche tenda
  - Konyagi
  - Bassari
  - Bédik
- Branche bak
  - Joola
  - Manjaque
  - Balante
- Branche Bijogo

Merrill (2021) note également que les langues tenda, le biafada et le pajade partagent des similitudes et pourraient éventuellement former un lignage.

### Classement synthétique développé par les contributeurs de Wikipédia
- Langues atlantiques du nord (45) : à l'exception du peul, parlées surtout au Sénégal, en Gambie, en Guinée-Bissau et en Guinée.
  - langues sénégambiennes (12)
    - fula-wolof : wolof (2) (3,7 millions +4) et peul (9) (18 millions +4)
    - sérère (1) (1,2 million)

  - langues cangin (5) (< 200 000) : léhar, palor, ndut, saafi et noon
  - langues jaad : biafada ; badiaranké ;
  - langues bak (15)
    - balante (2) (350 000) : balanta-ganja et balanta-kentohe
    - langues diola (10) (450.000)
      - bayotte (1) (17 000)
      - diola (9) : kwatay, karone, mlomp et dialectes diola

    - manjaque-papel (3) (400 000) : mancagne, manjaque et papel

  - langues sénégalo-guinéennes (10)
    - baïnouk (3) (8 000) : baïnouk-gunyuño, baïnouk-samik et baïnouk-gunyaamolo
    - tenda (5) (> 100 000) : bassari, wamei, badiaranké, bédik et coniagui
    - nun (2) (> 16 000) : kasanga et cobiana

  - langues du Rio Nunez (3) (10 000) : baga pukur, mbulungi. Le nalu n'appartient pas à ce sous-groupe mais comporte plusieurs traits de similitude avec lui.
- Langues atlantiques du sud (18) : parlées surtout en Guinée, en Sierra Leone et au Libéria
  - limba (2) (340 000 ?)
  - langues mel (15)
    - bullom-kissi (6)
      - bullom : bom (en) (300), bullom so (mmani) (8 400), sherbro (135 000), et krim (en) (500)
      - kissi (2) (500 000)

    - gola (1) (100 000 ?)
    - temné (8) : temné (1,5 million), landoma (15 000), et langues baga (30 000)

  - sua (1) (15 000)

## Tentatives de reconstitution du proto-atlantique
Ci-dessous, une approche comparée des langues atlantiques devant permettre de déceler un fonds commun atlantique dérivant d'une source commune.
Innovations lexicales proto-atlantiques reconstruites par Pozdniakov & Segerer (2017) :
| Mots français | Proto-Atlantique |
| ------------- | ---------------- |
| étoile        | *kʷʊʈ            |
| voler         | *yiiʈ            |
| mourir        | *keʈ             |
| pourrir       | *pʊʈ             |
| trois         | *taʈ             |
| œil           | *giʈ             |
| foie          | *heɲ             |
| plume         | *lung            |
| chevelure     | *wal             |
| baobab        | *bak ~ *ɓak      |
| voir          | *jok (?)         |
| tronc d'arbre | *dik             |
| enfanter      | *was / *bas      |

Wilson (2007:36) proposa aussi sa reconstitution de quelques mots proto-atlantiques.
| Mots français | Proto-Atlantique |
| ------------- | ---------------- |
| tête          | *kop             |
| oreille       | *nop             |
| œil           | *kit             |
| bouche        | *tum             |

Exemples d'ensembles apparentés au proto-atlantique.
| Langue           | ‘œil’    | ‘foie’ | ‘plume’ | ‘chevelure’ | ‘baobab’ | ‘voir’ | ‘tronc d'arbre’ | ‘enfanter’ |
| Proto-Atlantique | *giʈ     | *heɲ   | *lung   | *wal        | *b/ɓak   | *jok?  | *dik            | *w/bas     |
| ---------------- | -------- | ------ | ------- | ----------- | -------- | ------ | --------------- | ---------- |
| Tenda-Jaad       | *gəɬ     | *ceeɲ  | *dɔ̰̀ngw  | *mbal       | ɓak      | jeek?  |                 | *bas       |
| Fula-sérère      | *git     | xeeɲ   |         | wiil        | ɓaak/ɓok | jak    | lek-            | ɓas-il     |
| Nyun-Buy         | *giɬ     | kɩɩɲ   | lung    |             | bɔk      | njug?  | leex/rien       | bɔs        |
| Wolof            | -ət      |        | dung    | *-war       |          | jàkk   |                 | wəs-in     |
| Cangin           | *ʔəɬ     | *kɛɛɲ  |         |             | ɓaʔ/ɓɔh  |        | *dik            | ɓəs        |
| Nalu             | cet      |        |         |             | bɛɛk     | yɛk    | dik/lik         |            |
| Joola            | kiɬ      | hɩɩɲ   |         | *wal        | bak      | jʊk    | nʊk-an          | βɔs        |
| Manjak           | *kiɬ     | *-ɩɲ   | lung    | *wɛl        | bak      | jʊk    |                 | bas        |
| Balante          | *kít/git | hɩ́ɩ́ɲɛ̰̀  |         | wul/hul     |          |        | ndíŋá/ndiik     |            |
| Bijogo           | ŋɛ       |        | runk-   | wa          |          | joŋ    | nik-an          | -gbʸa      |

Reconstructions des branches atlantiques selon Merrill (2021).

## Nombres
Comparaison des noms de nombres dans les langues atlantiques.
| Classification                    | Langue                     | 1                 | 2            | 3              | 4                           | 5                      | 6                                   | 7                                     | 8                                     | 9                                   | 10                             |
| --------------------------------- | -------------------------- | ----------------- | ------------ | -------------- | --------------------------- | ---------------------- | ----------------------------------- | ------------------------------------- | ------------------------------------- | ----------------------------------- | ------------------------------ |
| Sénégambien, Sérère               | Sérère-Sine (1)            | leŋ               | ƭik          | tadik          | nahik                       | ƥetik                  | ɓetaa fo leŋ (5 + 1)                | ɓetaa ƭak (5 + 2)                     | ɓetaa tadak (5 + 3)                   | ɓetaa nahak (5 + 4)                 | xarɓaxaay                      |
| Sénégambien, Sérère               | Sérère-Sine (2)            | leŋ               | ɗik          | tadik          | nahik                       | ɓedik                  | ɓetuː fa leŋ (5 + 1)                | ɓetuː ɗik (5 + 2)                     | ɓetuː tadik (5 + 3)                   | ɓetuː nahik (5 + 4)                 | xarɓaxay                       |
| Sénégambien, Fula-Wolof           | Wolof                      | bɛn:              | ɲaːr         | ɲɛtː           | ɲɛnt                        | dʒuroːm                | dʒuroːm bɛn: (5 + 1)                | dʒuroːm ɲaːr (5 + 2)                  | dʒuroːm ɲɛtː (5 + 3)                  | dʒuroːm ɲɛnt (5 + 4)                | fukː                           |
| Sénégambien, Fula-Wolof           | CE Niger Fulfulde          | ɡɔ́ʔɔ̀              | ɗíɗi         | tátì           | náì                         | ɟóè                    | ɟóé ɡɔ̀l (5 + 1)                     | ɟóé ɗìɗi (5 + 2)                      | ɟóé tátì (5 + 3)                      | ɟóé náì (5 + 4)                     | sáppò                          |
| Sénégambien, Fula-Wolof           | Niger occidental, Fulfulde | ɡoʔo              | ɗiɗi         | tati           | naj                         | d͡ʒoj                   | d͡ʒeeɡom (5 + 1)                     | d͡ʒeɗɗi (5 + 2)                        | d͡ʒeetati (5 + 3)                      | d͡ʒeenaj (5 + 4)                     | sappo                          |
| Sénégambien, Fula-Wolof           | Adamawa Fulfulde           | ɡoʔo              | ɗiɗi         | tati           | naj                         | d͡ʒowi                  | d͡ʒoweːɡo (5 + 1)                    | d͡ʒoweːɗiɗi (5 + 2)                    | d͡ʒoweːtati (5 + 3)                    | d͡ʒoweːnaj (5 + 4)                   | sappo                          |
| Sénégambien, Fula-Wolof           | Fulfulde Maasina           | ɡoʔo              | ɗiɗi         | tati           | naj                         | d͡ʒoj                   | d͡ʒeːɡom (5 + 1)                     | d͡ʒeɗ:i (5 + 2)                        | d͡ʒet:i (5 + 3)                        | d͡ʒeːnaj (5 + 4)                     | sap:o                          |
| Sénégambien, Fula-Wolof           | Pular                      | ɡooto / ɡoo       | ɗiɗi         | tati           | naj                         | d͡ʒowi                  | d͡ʒeeɡo (5 + 1)                      | d͡ʒeeɗiɗi (5 + 2)                      | d͡ʒeetati (5 + 3)                      | d͡ʒeenaj (5 + 4)                     | sappo                          |
| Sénégambien, Fula-Wolof           | Pulaar                     | ɡoo               | ɗiɗi         | tati           | naj                         | d͡ʒoj                   | d͡ʒeeɡom (5 + 1)                     | d͡ʒeeɗiɗi (5 + 2)                      | d͡ʒeetati (5 + 3)                      | d͡ʒeenaj (5 + 4)                     | sappo                          |
| Sénégal oriental - Guinée, Banyun | Baïnounk Gubëeher          | -nduk             | -na:k        | -lal:          | -rendek                     | cilax (lit: hand)      | cilax aŋɡa -nduk                    | cilax aŋɡa -na:k                      | cilax aŋɡa -lal:                      | cilax aŋɡa -rɛndɛk                  | ha:lax (lit: pieds)            |
| Sénégal oriental - Guinée, Banyun | Gunyaamolo Banyun (1)      | uŋɡonduk          | hanakk       | halall         | harɛnɛk                     | hɐməkila               | hɐməkila iŋɡi uŋɡonduk              | hɐməkila iŋɡi hanakk                  | hɐməkila iŋɡi halall                  | hɐməkila iŋɡi harɛnɛk               | haala (lit: mains)             |
| Sénégal oriental - Guinée, Banyun | Gunyaamolo Banyun (2)      | -duk              | -nak         | -lall          | -rɛnɛk                      | -məkila                | -məkila iŋɡi -duk (5 + 1)           | -məkila iŋɡi -nak (5 + 2)             | -məkila iŋɡi -lall (5 + 3)            | -məkila iŋɡi -rɛnɛk (5 + 4)         | ha-lah (lit: mains)            |
| Sénégal oriental - Guinée, Banyun | Kasanga (Cassanga)         | -tɛɛna            | -naandiid    | -taar          | -sannaʔ                     | jurooɡ                 | jurooɡ -tɛɛna (5 + 1)               | jurooɡ -naandiid (5 + 2)              | ɡasansanna (cf. 'quatre')             | jurooɡ -sannaʔ (5 + 4)              | ŋaarooɡ (lit: 'cinq doigts')   |
| Sénégal oriental - Guinée, Banyun | Kobiana                    | -tee(na)          | -naŋ         | -teeh          | -sannaŋ                     | jurooɡ                 | jurooɡ -tee(na) (5 + 1)             | jurooɡ -tee(na) + ? (5 + 1 + x)       | sannaŋ sannaŋ (4 + 4)                 | sannaŋ sannaŋ + ? (4 + 4 + x)       | ntaajã                         |
| Sénégal oriental - Guinée, Tenda  | Badyara                    | painɛ / pakkã     | maae         | mat͡ʃaw         | manne                       | kobəda                 | kobəda ŋka-inɛ (5 + 1)              | kobəda ŋka maae (5 + 2)               | kobəda ŋka mat͡ʃaw (5 + 3)             | kobəda ŋka manne (5 + 4)            | pappo                          |
| Sénégal oriental - Guinée, Tenda  | Oniyan (Bassari)           | imɐt              | ɓəki         | ɓətɐs          | ɓənɐx                       | ɓəɲɟɔ                  | ɓəɲɟɔŋɡimɐt (5 + 1)                 | ɓəɲɟɔŋɡəɓəki (5 + 2)                  | ɓəɲɟɔŋɡəɓətɐs (5 + 3)                 | ɓəɲɟɔŋɡəɓənɐx (5 + 4)               | ɛpəxw                          |
| Sénégal oriental - Guinée, Tenda  | Biafada (1)                | nəmma             | bihe         | biɟo           | bini                        | ɡəbəda                 | mpaaɟi                              | mpaaɟi ŋɡa ɲi (6 + ɲi)                | wase                                  | leberebo                            | bapo                           |
| Sénégal oriental - Guinée, Tenda  | Biafada (2)                | -nnəmma           | -ke          | -jo            | -nnihi                      | ɡəbəda                 | mpaaji                              | mpaaji nyi (6 + nyi)                  | wose                                  | liberebo                            | ba-ppo                         |
| Sénégal oriental - Guinée, Tenda  | Budik (Tenda)              | riye, diye, iye   | xi, ki       | sas, tas       | maxala, maxana              | co(nje)                | co nɡə iye (5 + 1)                  | co nɡə xi (5 + 2)                     | co nɡə sas (5 + 3)                    | co nɡə maxala (5 + 4)               | ipox                           |
| Sénégal oriental - Guinée, Tenda  | Wamey (Konyagi)            | rjɐmpɔ            | wɐhi         | wɐrɐr          | wɐr̃ɐh                       | mbəɗ                   | mbəɗ ɡə rjɐw̃ (5 + 1)                | mbəɗ ɡə wɐhi (5 + 2)                  | mbəɗ ɡə wɐrɐr (5 + 3)                 | mbəɗ ɡə wɐnɐh (5 + 4)               | pəhw                           |
| Bijago                            | Bijago (Bijogo)            | nɔɔd              | n-som        | ɲ-ɲɔɔkɔ        | ya-aɡɛnɛk                   | n-deɔkɔ                | (n-deɔkɔ) na nɔɔd (5 + 1)           | (n-deɔkɔ) ni n-som (5 + 2)            | (n-deɔkɔ) ni ɲ-ɲɔɔkɔ (5 + 3)          | (n-deɔkɔ) na ya-aɡɛnɛk (5 + 4)      | n-ruakɔ                        |
| Bak, Balant-Ganja                 | Balanta-Ganja              | -woda             | -sibi        | -aabí          | -tahla                      | -jíif                  | faaj                                | faajinɡooda (6 + 1) ?                 | taataala (2 x 4) ?                    | -jíntahla (5 + 4) ?                 | -jímmin                        |
| Bak, Balant-Ganja                 | Balanta-Kentohe            | fho:dn / ho:dn    | ksibm        | khobm          | ktahli                      | t͡ʃɪf (lit: hand)       | t͡ʃɪf kə fhdon (5 + 1)               | t͡ʃɪf kə ksibm (5 + 2)                 | t͡ʃɪf kə khobm (5 + 3)                 | t͡ʃɪf kə ktalhi (5 + 4)              | t͡ʃɪːfmɛn (lit: mains entières) |
| Bak, Jola, Bayot                  | Bayot                      | ɛndon             | tɪɡˑɡa       | fɜzɪ           | iβɛɪ                        | oɾɔ (lit: 'one hand')  | oɾɔ-nenˑdon ('une main plus une')   | oɾɔ-niɾɪɡˑɡa ('une main plus une')    | oɾɔ-nifɛzɪ ('une main plus une')      | oɾɔ-niβɛɪ ('one hand plus four')    | ɡʊtˑtɪɛ ('deux mains')         |
| Bak, Jola, Bayot                  | Senegal Bayot              | ɛndon             | ɪɾɪɡːə       | i'feɟi         | ɪ'βɛj                       | ɔɾɔ (lit: 'one hand')  | ɔɾɔ nɪ 'ɛndon ('une main plus une') | ɔɾɔ nɪ 'ɪɾiɡːə ('une main plus deux') | ɔɾɔ nɪ i'feɟi ('une main plus trois') | ɔɾɔ nɪ ɪ'βɛj ('one hand plus four') | ʊ'sɛβɔkɔ ('deux mains')        |
| Bak, Jola, Jola propre            | Bandial                    | jɐnʊɾ             | suːβɐ        | si'fʰəʝi       | sɪ'bɐɣɪɾ                    | fʊ'tɔx                 | fʊ'tɔx nɪ 'jɐnʊɾ (5 + 1)            | fʊ'tɔx nɪ 'suːβɐ (5 + 2)              | fʊ'tɔx nɪ si'fʰəʝi (5 + 3)            | fʊ'tɔx nɪ sɪ'bɐɣɪɾ (5 + 4)          | ɣʊ'ɲɛn (lit: mains)            |
| Bak, Jola, Jola propre            | Gusilay                    | janɷr ɷ = ʊ       | suuβa        | sifːəɟi        | sɪbːaɣɪr                    | fɷtɔx                  | fɷtɔx nɪ janɷr (5 + 1)              | fɷtɔx nɪ suuβa (5 + 2)                | fɷtɔx nɪ sifːəɟi (5 + 3)              | fɷtɔx nɪ sɪbːaɣɪr (5 + 4)           | ɡɷɲɛn (lit: mains)             |
| Bak, Jola, Jola propre            | Jola-Fonyi (Dyola) (1)     | jəkon             | siɡaba       | sifeeɡiir      | sibaakiir                   | futɔk                  | futɔk di jəkon (5 + 1)              | futɔk di siɡaba (5 + 2)               | futɔk di sifeeɡiir (5 + 3)            | futɔk di sibaakiir (5 + 4)          | uɲɛn                           |
| Bak, Jola, Jola propre            | Jola-Fonyi (Dyola) (2)     | jəkon             | siɡaba       | sifeeɡiir      | sibaakiir                   | futɔk                  | futɔk di jəkon (5 + 1)              | futɔk di siɡaba (5 + 2)               | futɔk di sifeeɡiir (5 + 3)            | futɔk di sibaakiir (5 + 4)          | uɲɛn                           |
| Bak, Jola, Jola propre            | Jola-Kaasa                 | jɐnɔ              | sil̥uβə       | si'həːɟi       | sɪ'bɐkɪː                    | hʊ'tɔk                 | hʊ'tɔk lɪ 'jɐnɔ (5 + 1)             | hʊ'tɔk lɪ 'sil̥uβə (5 + 2)             | hʊ'tɔk lɪ si'həːɟi (5 + 3)            | hʊ'tɔk lɪ sɪ'bɐkɪː (5 + 4)          | kʊ'ŋɛn (lit: mains)            |
| Bak, Jola, Jola propre            | Karon                      | yɔːnɔːl           | susupək      | sihəːciːl      | sɪpɐːkɪːl                   | ɪsɐk                   | ɪsɐk nɪ yɔːnɔːl (5 + 1)             | ɪsɐk nɪŋ susupək (5 + 2)              | ɪsɐk nɪŋ sihəːciːl (5 + 3)            | ɪsɐk nɪŋ sɪpɐːkɪːl (5 + 4)          | ŋɐːsʊwɐn susupək               |
| Bak, Jola, Jola propre            | Kwatay (Kwaataay)          | hifeeneŋ          | kúsuba       | kíhaaji        | kibaakir                    | hutok                  | hutok ni hifeeneŋ (5 + 1)           | hutok nu kúsuba (5 + 2)               | hutok ni kíhaaji (5 + 3)              | hutok ni kibaakir (5 + 4)           | sumoŋu                         |
| Bak, Jola, Jola propre            | Mankanya                   | ulolɛ̂n            | ŋɨ́tɛp        | ŋɨ̀wàdʒɛ̀nt      | ŋɨbakɨr                     | kaɲɛn                  | padʒɨ                               | nawuloŋ                               | bakɾɛ̂ŋ                                | kaɲɛ́ŋkalɔŋ                          | iɲɛ̂n (lit: mains)              |
| Bak, Jola, Jola propre            | Papel                      | o-loŋ             | ŋ-puɡus      | ŋ-ɟenʂ         | ŋ-uakr                      | k-ɲene                 | paaɟ                                | ɟand                                  | bakari                                | k-ɲeŋ k-loŋ (< 10 - 1 ?)            | o-diseɲene                     |
| Cangin                            | Laalaa (Lehar)             | wi̘ːno̘ː            | kɐnɐk        | kɐːhɐj         | niːkiːs                     | jə̘tu̘ːs                 | jitnɛːnɔː (5 + 1)                   | jitnɐkɐnɐk (5 + 2)                    | jitnɐkɐːhɐj (5 + 3)                   | jitnɐniːkiːs (5 + 4)                | dɐːŋkɛh                        |
| Cangin                            | Ndut                       | yinë [jinə]       | ana [ʔana]   | éeyë [ʔéeyə]   | iniil [ʔiniːl]              | iip [ʔiːp]             | pëenë [ˈpəːnə] (5 + 1)              | paana [ˈpaːna] (5 + 2)                | peeye [ˈpeːjɛ] (5 + 3)                | payniil [ˈpainiːl] (5 + 4)          | sabboo [ˈsabɔː]                |
| Cangin                            | Noon                       | ˈwiːnɔ: / ˈwitnɔː | ˈkanak       | ˈkaːhaj        | ˈnɪkɪːs                     | ˈjətu̘ːs                | jɪtˈnɪːnɔː (5 + 1)                  | jɪtnaˈkanak (5 + 2)                   | jɪtnaˈkaːhaj (5 + 3)                  | jɪtnaˈnɪkɪːs (5 + 4)                | ˈdaːŋkah                       |
| Cangin                            | Palor (Falor)              | yino              | ana          | eye            | iniil                       | iip                    | poyno (5 + 1)                       | paana (5 + 2)                         | peeye (5 + 3)                         | payniil (5 + 4)                     | saɓo                           |
| Cangin                            | Saafi-Saafi (Safen)        | ˈjiːnɔ            | ˈkanak̚       | ˈkaːhay        | ˈniːkis                     | jaːtus (< 'hand jaːh') | ˌjiːs na ˈjiːno (5 + 1)             | ˌjiːs na ˈkanak̚ (5 + 2)               | ˌjiːs na ˈkaːhay (5 + 3)              | ˌjiːs na ˈniːkis (5 + 4)            | ˈndaŋkiaːh                     |
| Mbulungish-Nalu                   | Mbulungish (Baga-Foré)     | kiben             | ʃidi / tʃidi | ʃitɛt / tʃitɛt | ʃinɛŋ / tʃinɛŋ              | susɑ                   | sɑkben (5 + 1)                      | sɑkdi (5 + 2)                         | sɑktɛt (5 + 3)                        | sɑknɛŋ (5 + 4)                      | ɛtɛlɛ                          |
| Mbulungish-Nalu                   | Nalu (1)                   | deːndɪk           | bilɛ         | paːt           | biːnaːŋ                     | teːduŋ                 | teːduŋ ti ndeːndɪk (5 + 1)          | teːduŋ ti bilɛ (5 + 2)                | teːduŋ ti paːt (5 + 3)                | teːduŋ ti biːnaːŋ (5 + 4)           | tɛːblɛ ~ tɛbɪlɛ                |
| Mbulungish-Nalu                   | Nalu (2)                   | deendek           | bilɛ         | paat           | biinaaŋ                     | teedoŋ                 | teedoŋ ti mdeendek (5 + 1)          | teedoŋ ti bilɛ (5 + 2)                | teedoŋ ti paat (5 + 3)                | teedoŋ ti biinaaŋ (5 + 4)           | tɛɛblɛ                         |
| Limba                             | West-Central Limba         | hantʰe            | kaaye        | kataati        | kanaŋ                       | kasɔhi                 | kasɔŋ hantʰe (5 + 1)                | kasɔŋ kaaye (5 + 2)                   | kasɔŋ kataati (5 + 3)                 | kasɔŋ kanaŋ (5 + 4)                 | kɔɔhi                          |
| Limba                             | East Limba                 | hantʰe            | kale         | katati         | kanaŋ                       | kasɔhi                 | kasɔŋ hantʰe (5 + 1)                | kasɔŋ kale (5 + 2)                    | kasɔŋ katati (5 + 3)                  | kasɔŋ kanaŋ (5 + 4)                 | kɔhi                           |
| Sua                               | Mansoanka (Sua)            | sɔn               | cen          | b-rar          | b-nan                       | sɔŋɡun                 | sɔŋɡun də sɔnsɔn (5 + 1)            | sɔŋɡun də mcen (5 + 2)                | sɔŋɡun də mbrar (5 + 3)               | sɔŋɡun də mnan (5 + 4)              | tɛŋi                           |
| Mel, Bullom-Kissi                 | Bullom So(Mani)            | nìmbúl            | nìncə́ŋ       | nìnrá          | nìŋnyɔ́l / -nyɔ́l             | nìmán                  | mɛ̀m-búl (5 + 1)                     | mɛ̀ncə́ŋ (5 + 2)                        | mɛ̀nrá (5 + 3)                         | mɛ̀nnyɔ́l (5 + 4)                     | wàm                            |
| Mel, Bullom-Kissi                 | Sherbro                    | bul               | tɪŋ          | ræ             | hyo̠l o̠ = French au in aube' | mɛn                    | mɛn-buk (5 + 1)                     | mɛn-tɪŋ (5 + 2)                       | mɛn-ra (5 + 3)                        | mɛn-hyo̠l (5 + 4)                    | wāŋ                            |
| Mel, Bullom-Kissi                 | Kissi méridional           | pìlɛ̀ɛ́             | mùúŋ         | ŋɡàá           | hìɔ́ɔ́lú                      | ŋùɛ̀ɛ́nú                 | ŋǒmpûm (5 + 1)                      | ŋǒmɛ́ú (5 + 2)                         | ŋǒmáá (5 + 3)                         | ŋǒmàhìɔ́ɔ́lú (5 + 4)                  | tɔ́                             |
| Mel, Gola                         | Gola                       | ɡuùŋ              | tìyèe        | taai           | tiinàŋ                      | nɔ̀ɔ̀nɔ̀ŋ                 | nɔ̀ɔ̀nɔ̀ŋ diè ɡuùŋ (5 + 1)             | nɔ̀ɔ̀nɔ̀ŋ leè tìyèe (5 + 2)              | nɔ̀ɔ̀nɔ̀ŋ leè taai (5 + 3)               | nɔ̀ɔ̀nɔ̀ŋ leè tiinàŋ (5 + 4)           | zììyà                          |
| Mel, Temné, Baga                  | Baga Mandori               | piin              | marəm        | masaas         | maaŋkəlɛɛŋ                  | kəcaamət               | kəcaamtr tiin (5 + 1)               | kəcaamtr marəm (5 + 2)                | kəcaamtr masaas (5 + 3)               | kəcaamtr maaŋkəlɛɛŋ (5 + 4)         | ocoo                           |
| Mel, Temné, Baga                  | Baga Sitemu                | pin               | mɛrɨŋ        | maːs / mãs     | maŋkɨlɛ                     | kɨt͡ʃamɨt               | t͡ʃamɨtin (5 + 1)                    | t͡ʃamɨmɛrɨŋ (5 + 2)                    | t͡ʃamɨmaːs (5 + 3)                     | t͡ʃamɨmaŋkɨlɛ (5 + 4)                | wɨt͡ʃɔ                          |
| Mel, Temné, Banta                 | Landoma                    | tɛ̀n               | mʌ̀rəŋ        | mʌ̀sas          | mànkᵊlɛ                     | kəcàmət                | kəcʌ̀ntin (5 + 1)                    | kəcʌ̀ntᵊ mʌ̀rəŋ (5 + 2)                 | kəcʌ̀ntᵊ̀ mʌ̀sas (5 + 3)                 | kəcʌ̀ntᵊ mànkᵊlɛ (5 + 4)             | pù                             |
| Mel, Temné, Temné-Banta           | Temné (Themne) (1)         | pín               | pɨrʌ́ŋ        | pɨsas          | panlɛ                       | tamát̪                  | dukín (5 + 1)                       | dɛrɨ́ŋ (5 + 2)                         | dɛsas (5 + 3)                         | dɛŋanlɛ (5 + 4)                     | tɔfɔ́t                          |
| Mel, Temné, Temné-Banta           | Temné (Themne) (2)         | pìn               | pə̀rə́ŋ        | pə̀sàs          | pànlɛ̀                       | tàmàθ                  | dùkìn (5 + 1)                       | dɛ̀rə̀ŋ (5 + 2)                         | dɛ̀sàs (5 + 3)                         | dɛ̀ŋànlɛ̀ (5 + 4)                     | tɔ̀fɔ̀t                          |
| Mel, Temné, Temné-Banta           | Temné (Themne) (3)         | p-in              | pə-rəŋ       | pə-sas         | p-aŋlɛ                      | tamath                 | tamath rukin (5 + 1)                | tamath dɛrəŋ (5 + 2)                  | tamath rɛsasa (5 + 3)                 | tamath rɛŋaŋlɛ (5 + 4)              | tɔfʌt                          |